# Bukolická poezie

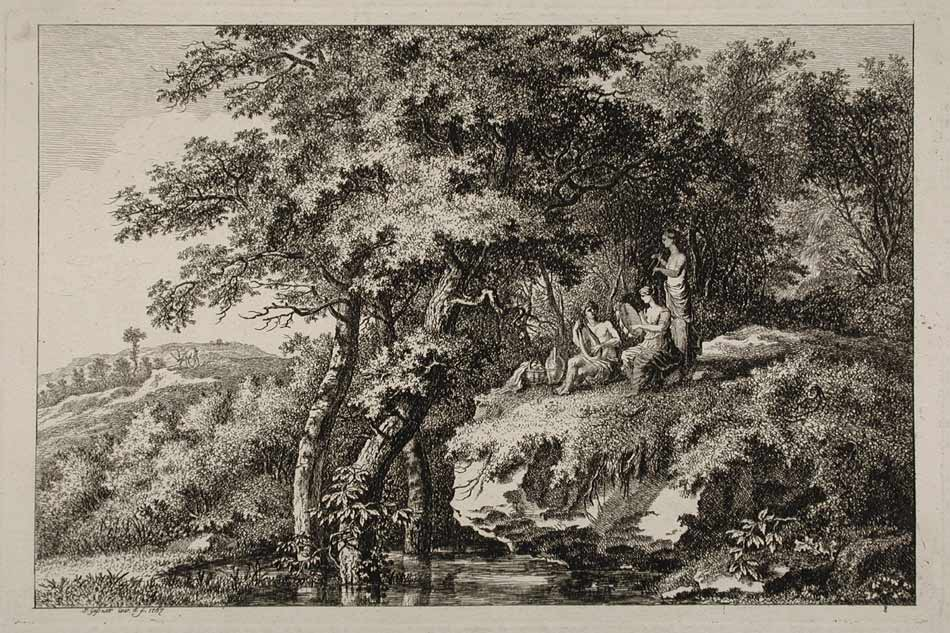
Bukolická scenérie od Salomona Gessnera

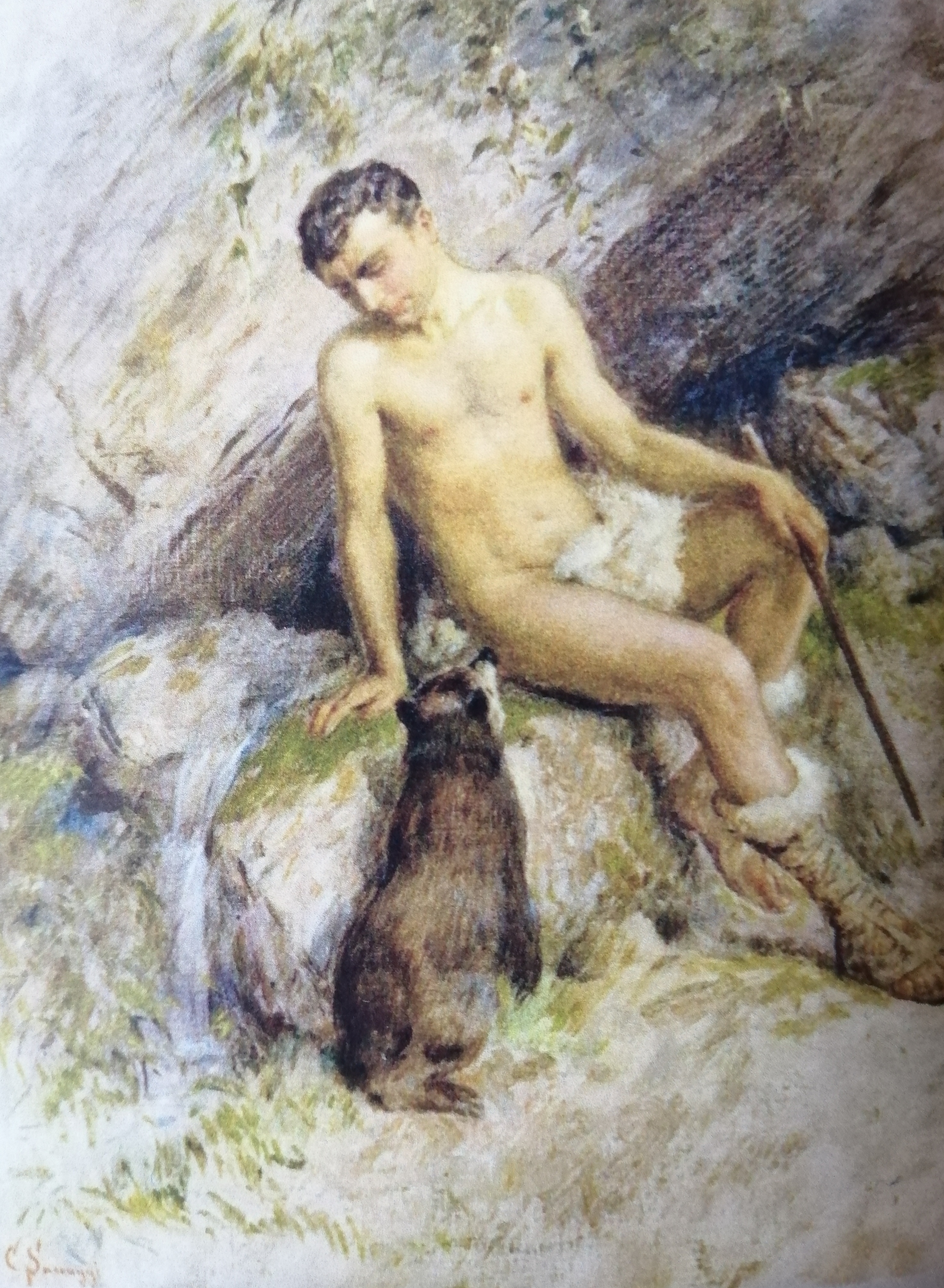
"Pastýř z Arcadie" (pastýř v bukolickém prostředí) dílo Cesare Saccaggiho z Tortony

Bukolická poezie (bukolika) (z řeckého búkolikos = pastýřský) je poezie idylicky zobrazující pastýřský nebo venkovský život. Jejími žánrovými typy je idyla, ekloga a pastorála. Její děj, který spočívá ve stylizovaných hovorech pastýřů do nichž jsou volně vkládány různé písně, milostné historky a další vyprávění, bývá situován do bájné pastýřské země Arkádie.
Mnohdy se pro bukolickou poezii používá synomymum pastorála. V jiných poetických systémech je však tento název vyhrazen pouze pro objemnější idylické formy dramatické nebo prozaické.

## Historie

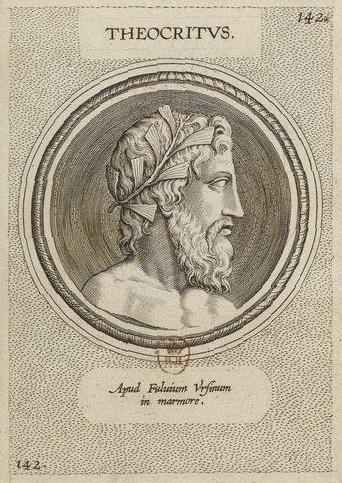
Theokritos

Bukolická poezie vznikla v antice. Její tradici vytvořili Stésichoros, autor pastýřských písní (7. století př. n. l.), Theokritos, tvůrce idyly (3. století př. n. l.) a Vergilius, který vytvořil klasickou podobu eklogy (1. století př. n. l.). Výrazně k její oblibě přispěl také Longův bukolický román Dafnis a Chloé (asi 2. století př. n. l.). 

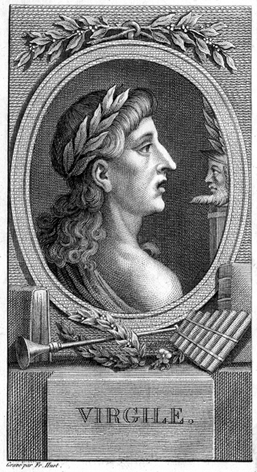
Vergilius

Nový zájem o bukolickou poezii, v souvislosti se snahou o napodobení antického životního stylu, vzbudila až renesance a baroko (Jacopo Sannazaro, Giovanni Boccaccio, Edmund Spenser, John Milton, Alexander Pope), kdy rovněž došlo k rozkvětu veršované pastýřské hry (pastorály). V době rokoka ztrácí idyla a ekloga přímou asociaci s pastýřským životem (idyla se transformuje do výchovně laděného obrazu měšťanského života a ekloga se postupně rozpouští v idylicky laděné přírodní a erotické lyrice). K významné aktualizaci chápání bukolického idylismu došlo pak v době osvícenství a preromantismu (Salomon Gessner).
V důsledku rozvíjející se civilizace se idylismus bukolické poezie stal neudržitelným, přesto se objevovaly pokusy o její vzkříšení (například Idyly královské od Alfreda Tennysona z let 1859 až 1885). V novodobé poezii se bukolická tematika objevuje jen zřídka, běžnější je oslava venkovského způsobu života vůbec.
V české literatuře vznikl v období baroka tzv. náboženský barokní idylismus (duchovní písně Adama Michny z Otradovic, vánoční pastorála Jesličky od Bedřicha Bridela nebo Zdoroslavíček v kratochvilném hájíčku postavený Felixe Kadlinského). Bukolická poezie byla pěstována i v počátcích národního obrození (Václav Thám, Antonín Jaroslav Puchmajer, Václav Hanka a další). Současně se objevuje snaha přizpůsobit ji domácím reáliím. Přírodní scenérie se začínají podobat českému venkovu a idyly jsou namísto do antiky situovány do idealizovaného slovanského dávnověku. Na tradici bukolické lyriky pak po svém navazují Vítězslav Hálek, Adolf Heyduk, Svatopluk Čech, Jaroslav Vrchlický nebo Josef Svatopluk Machar.